# Renierite
La renierite è un minerale appartenente al gruppo della germanite.